# フランプトン (アルバム)
『フランプトン』（Frampton）は、イングランドのロック・ミュージシャン、ピーター・フランプトンが1975年に発表した、ソロ名義では4作目のスタジオ・アルバム。

## 背景
フランプトンのソロ活動を支えてきたベーシスト、リック・ウィルスは既に脱退し、本作にはザ・ハード時代の盟友であるアンディ・ボウンが参加した。また、「悲しみのピエロ」には、ファミリーのメンバーとして知られるポリ・パーマーがヴィブラフォンで参加した。
本作リリースに伴うツアーでは、ベーシストがスタンリー・シェルドンに交替し、更にセカンド・ギタリスト兼キーボーディストのボブ・メイヨーも参加して、その模様はライブ・アルバム『フランプトン・カムズ・アライヴ!』（1975年録音・1976年発表）に収録された。

## 反響・評価
アメリカでは1975年5月17日付のBillboard 200で32位に達して、自身初の全米トップ40アルバムとなり、合計64週にわたりトップ200入りするロング・ヒットとなった。1976年9月13日には、RIAAによってゴールドディスクの認定を受けた。なお、本作からのシングル「ショウ・ミー・ザ・ウェイ」、「君を求めて」、「マネー」はいずれもヒットに至らなかったが、1976年には『フランプトン・カムズ・アライヴ!』からシングル・カットされた「ショウ・ミー・ザ・ウェイ」がアメリカのBillboard Hot 100で6位・全英シングルチャートで10位、「君を求めて」がHot 100で12位・全英43位を記録した。
Bruce Ederはオールミュージックにおいて5点満点中4点を付け「ピーター・フランプトンは、ハンブル・パイの騒々しくハード・ロック的なグルーヴでは自分の技巧が生かされなかったことからバンドを脱退し、その技巧の多くを、この実にメロディックなミッド・テンポのロック・アルバムに注ぎ込んだ」「メロウな音楽が流行していた時代に発表された、お薦めのアルバムの一つ」と評している。

## 収録曲
全曲ともピーター・フランプトン作。「ナッソー」と「空白の時間」はインストゥルメンタル。
1. 夜明け - "Day's Dawning" - 3:56
2. ショウ・ミー・ザ・ウェイ - "Show Me the Way" - 4:02
3. ワン・モア・タイム - "One More Time" - 3:20
4. 悲しみのピエロ - "The Crying Clown" - 4:04
5. ファンファーレ - "Fanfare" - 3:29
6. 愛の面影 - "Nowhere's Too Far (for My Baby)" - 4:19
7. ナッソー/君を求めて - "Nassau" / "Baby, I Love Your Way" - 5:50
8. 君の瞳に - "Apple of Your Eye" - 3:41
9. 空白の時間 - "Penny for Your Thoughts" - 1:32
10. マネー - "(I'll Give You) Money" - 4:36

## 参加ミュージシャン
- ピーター・フランプトン - ボーカル、ギター、トークボックス、ピアノ、オルガン、ベース(on #7)
- アンディ・ボウン - ベース
- ジョン・サイオモス - ドラムス
- ポリ・パーマー - ヴィブラフォン (on #4)